# Hundslev
|  | Hundslev er også en bebyggelse i Kølstrup Sogn på Fyn, se Hundslev |
Hundslev (tysk: Hundsleben) er en by på Als med 369 indbyggere  (2024), beliggende 16 km sydøst for Nordborg, 5 km vest for Fynshav og 14 km nordøst for Sønderborg. Byen hører til Sønderborg Kommune og ligger i Region Syddanmark.
Hundslev hører til Notmark Sogn, og Vor Frue Kirke ligger i Hundslevs sydøstlige bydel Notmark.

## Faciliteter
Hundslev og Notmark har landsbylaug fælles med Almsted, som Notmark næsten er vokset sammen med, idet der kun er godt 200 m mellem dem. Landsbylauget for Hundslev Almsted Notmark (HAN) blev stiftet 24. oktober 2006. Det får driftstilskud fra kommunen og repræsenterer de tre bebyggelser.
I Notmark findes bl.a. Notmarkhus, der er en restaurant med selskabslokaler. Her er også boldbaner. Børnene går i skole i Fryndesholm-skolen i Fynshav, hvor Fryndesholm-hallen også ligger.

## Historie
Landsbyerne Hundslev og Notmark var allerede i 1800-tallet et sammenhængende område.

### Amtsbanerne på Als
Amtsbanerne på Als blev åbnet i 1898 og nedlagt i 1933. Notmark/Hundslev havde trinbræt med sidespor (tysk: Haltestelle) på strækningen Sønderborg-Nordborg. Trinbrættet lå ved Hundslev kro, som var opført i 1875. Det var almindeligt på de tyske kredsbaner, at fx en kro også var station. Fra Skovvej går en 1,2 km lang sti mod syd på amtsbanens tracé til Asserballe Station.
Hundslev Frivillige Brandværn blev nedlagt i foråret 2011.